# Boots Mussulli
Henry „Boots“ Mussulli (* 18. November 1917 in Milford; † 23. September 1967 in Norfolk, Massachusetts) war ein US-amerikanischer Jazzmusiker (Alt-, Baritonsaxophon und Klarinette), Komponist und Musikpädagoge.

## Leben und Wirken
Mussulli begann mit zwölf Jahren zunächst Klarinette zu spielen. Um 1940 arbeitete er bei Mal Hallett in Massachusetts und gehörte 1943/44 der Band von Teddy Powell an. Von 1944 bis 1947 war neben Art Pepper, Bud Shank und Lennie Niehaus Altsaxophonist in der Bigband von Stan Kenton (Artistry In Rhythm), als Solist zu hören u. a. in The Man I Love. 1949 wechselte er zu Charlie Venturas Bop for The People Septett, in dem er bei Aufnahmen mitwirkte. Für Tourneen 1952 und 1954 kehrte er zu Kenton zurück. In den 1950er Jahren nahm er auch einige Singles (Diga Diga Doo/Lullaby in Rhythm) und Alben unter eigenem Namen auf; außerdem arbeitete er mit Vido Musso, Gene Krupa (1948), Serge Chaloff, Toshiko Akiyoshi (1955) und Herb Pomeroy (Life Is a Many Splendored Gig, 1957). Ab Mitte der 1950er Jahre konzentrierte er sich verstärkt auf die Arbeit als Musikpädagoge; so leitete er ein lokales Jugendorchester, die Milford Youth Band, mit dem er 1967 beim Newport Jazz Festival konzertierte. Nur wenige Monate später erlag er einem Krebsleiden. 2004 wurde er posthum in die New England Jazz Hall of Fame aufgenommen.
Einer seiner bekanntesten Schüler war Charlie Mariano.

## Diskographie
- Boots Mussulli Quartet (Capitol Records, 1954)
- Serge Chaloff and Boots Mussulli (10-inch-LP, Storyville Records, 1954) mit Russ Freeman, Jimmy Woode, Buzzy Drootin
- Kenton Presents Jazz: Boots Mussulli (Capitol, 1954[4])